# Aeroportul Cudal
Aeroportul Cudal (IATA: CUG, ICAO: YCUA) este un aeroport din Noul Wales de Sud, Australia.
Situat la o altitudine de 479 m, aeroportul dispune de o singură pistă.